# 1881 في الجزائر
فيما يلي قوائم الأحداث التي وقعت خلال عام 1881 في الجزائر.

## الأحداث

### أبريل
- 27 أبريل: اندلاع ثورة الشيخ بوعمامة ضد الاحتلال الفرنسي.[1][2][3]

### يونيو
- تعميم قانون الأهالي «الأنديجينا» والذي يمنح الجزائريين المسلمين وضعاً قانونياً مذلاً، يتيح للمحتل الفرنسي حق ترحيلهم أو فرض عقوبات خارجة عن القانون الفرنسي عليهم.[4][5]